# Jadwigów (powiat włoszczowski)
Jadwigów – wieś sołecka w Polsce położona w województwie świętokrzyskim, w powiecie włoszczowskim, w gminie Moskorzew.
| SIMC    | Nazwa | Rodzaj     |
| ------- | ----- | ---------- |
| 0138394 | Gaje  | przysiółek |

Położona 8 km na południowy wschód od Moskorzewa, 28 km na południe od Włoszczowy, 63 km na południowy zachód od Kielc.
W latach 1975–1998 miejscowość administracyjnie należała do województwa częstochowskiego.

## Historia
Wieś wymieniona jest jako kolonia w spisie z roku 1933., jej nazwa  pochodzi od nazwy osobowej Jadwiga z sufiksem -ów.